# 쟈니 핸섬
《쟈니 핸섬》(영어: Johnny Handsome)은 미국에서 제작된 월터 힐 감독의 1989년 네오누아르 범죄 스릴러 영화이다. 미키 루크 등이 출연하였고, 찰스 로븐 등이 제작에 참여하였다. 이 영화의 음악은 라이 쿠더에 의해 작곡, 제작, 연주되었으며 짐 켈트너가 노래 4곡을 맡았다.

## 줄거리
존 세들리는 얼굴이 기형이어서 다른 사람들로부터 "쟈니 핸섬"이라고 조롱받는 남자이다. 그와 그의 친구는 범죄에 연루된 두 공범인 써니 보이드와 그녀의 파트너 레이프에게 배신당하고, 판사는 쟈니를 감옥에 보내는데, 그는 일단 나오면 복수하겠다고 다짐한다. 감옥에서 쟈니는 재건 성형수술의 실험적인 시술을 시도할 기니피그를 찾고 있는 피셔라는 외과 의사를 만난다. 쟈니는 잃을 것이 없다고 생각하고, 사회로 풀려나기 전에 새롭고 평범해 보이는 얼굴을 얻는다(그를 아는 사람들이 그를 알아보지 못하게 된다).
음울한 뉴올리언스 경찰관인 드론스 경위는 쟈니의 새로운 모습이나 새로운 삶에 속지 않는다. 쟈니가 정직한 직업을 구하고 과거에 대해 거의 알지 못하는 평범하고 존경할 만한 여성인 도나 맥카티와 데이트를 시작할 때도 마찬가지다. 경위는 쟈니에게 내면적으로 쟈니는 여전히 강경한 범죄자이며 항상 그럴 것이라고 말한다. 경찰관의 말이 맞다. 쟈니는 써니와 레이프에 대한 맹세한 복수를 잊을 수 없어 또 다른 작업에 합류하고, 그 작업은 모두에게 폭력적으로 끝난다.

## 출연진
- 미키 루크 - 존 세들리 / “조니 핸섬” / 조니 미첼 역
- 엘런 바킨 - 서니 보이드 역
- 엘리자베스 맥거번 - 도나 매카티 역
- 모건 프리먼 - A.Z. 드론스 경위 역
- 포리스트 휘터커 - 스티븐 레셔 의사 역
- 랜스 헨릭슨 - 레이프 개릿 역
- 스콧 윌슨 - 마이키 샬멧 역
- 이본 브라이슬런드 - 루크 수녀 역
- 피터 제이슨 - 보네이 씨 역
- 제프리 미크 - 얼 역
- 레이노어 샤인 - 총기 밀매상 역

## 기타 제작진
- 협력 제작: 메이 우즈, 테드 커딜라
- 배역: 보니 티머먼
- 미술: 진 루돌프
- 의상: 댄 무어

## 우리말 녹음
SBS 성우진 (2001년 7월 6일)
- 배한성 - 존 세들리 (미키 루크)
- 송도영 - 서니 (엘런 바킨)
- 정옥주 - 도나 (엘리자베스 맥거번)
- 이인성 - 레셔 (포리스트 휘터커)
- 설영범 - 레이프 (랜스 헨릭슨)
- 김소형 - 마이키 (스콧 윌슨)
- 박신영 - 루크 (이본 브라이슬런드)
- 김병관 - 드론스 (모건 프리먼)
- 정동열
- 이명호
- 이주원